# 上帝之愛
上帝之愛（西班牙語：Amor de Dios，全名：Centro de Arte Flamenco y Danza Española,  Amor de Dios. 上帝之愛佛朗明哥藝術及西班牙舞藝術中心）是一所位於西班牙馬德里市中心的佛朗明哥學校，於1953年成立。

## 歷史
原本是男舞者"Antonio El Bailarín"舞團使用的排練場。 
取名為"上帝之愛"是因為學校最初的位置是在一條叫做"上帝之愛"的街道上，現在位址則在 Anton Martin 地鐵站附近的一家菜市場的二樓。
Carlos Saura 導演的佛朗明哥電影「卡門」中的舞蹈就是，就是在此學校取景。英國導演 Mike Figgis 的電影"Flamenco Women"也在此取景。
有許多知名的佛朗明哥舞者，都在此學校受過訓練，包括：Carmen Amaya, 安東尼奧·佳德斯, Merche Esmeralada, Cristina Hoyos, 華金·柯帝斯, Javier Baron, Elvira Andrés, Aida Gomez, Lola Greco, María Pagés, Sara Baras, 貝蓮·馬雅, Rafaela Carrasco 等等。

## 外部連結
- http://www.amordedios.com/webad/El%20centro/QueSomos.htm （页面存档备份，存于） 上帝之愛網站（西班牙文）

- http://the-sun.on.cc/cnt/lifestyle/20100708/00480_001.html#para8 （页面存档备份，存于） 香港報紙報導。